# Refuge de la Fare

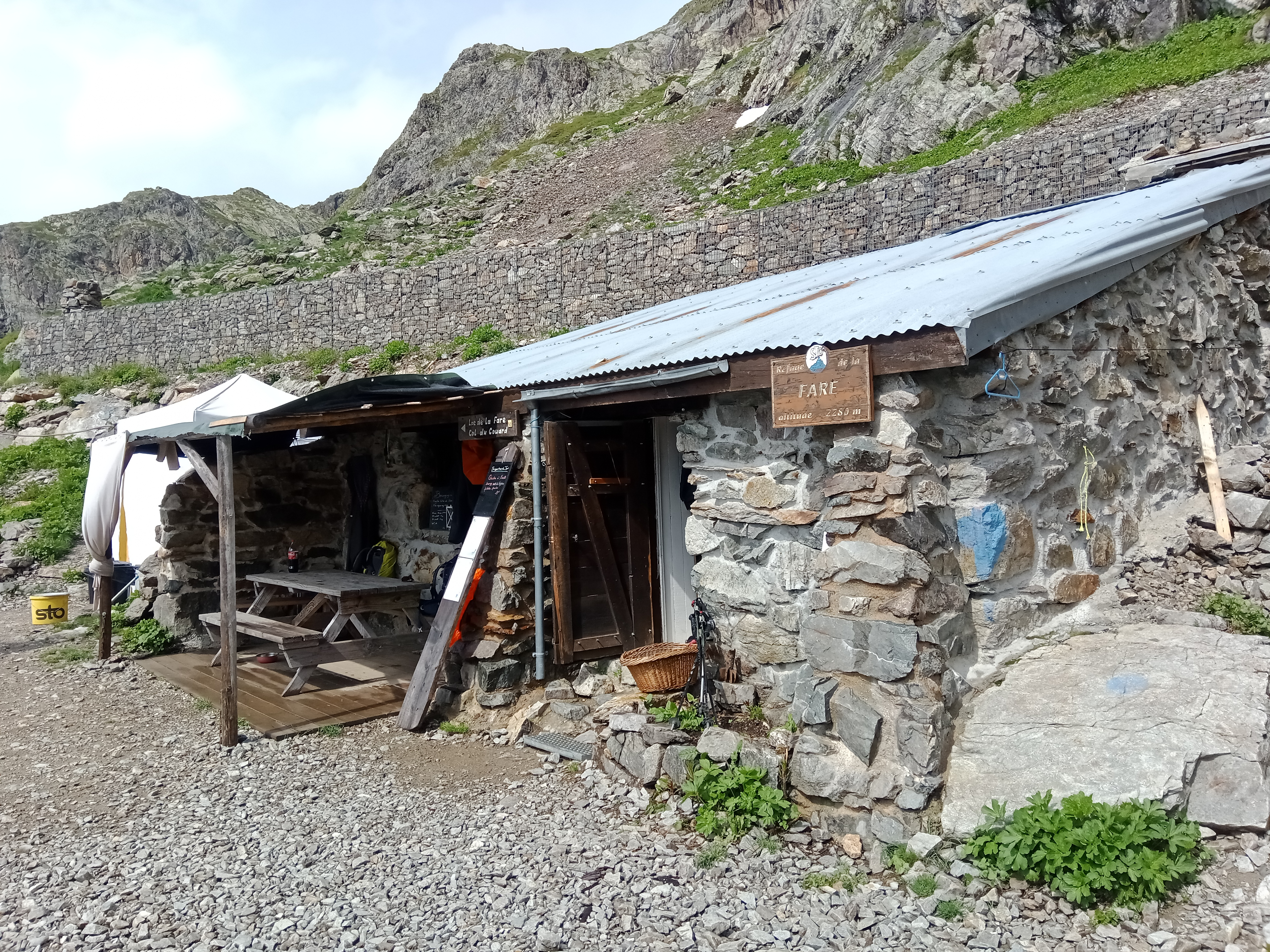
Refuge de la Fare, Oz, Isère, Frankreich (2024)

Das Refuge de la Fare ist eine Schutzhütte der Société des Touristes du Dauphiné in Frankreich, im Département Isère, in der Region Auvergne-Rhône-Alpes im Grandes Rousses auf 2280 m Höhe.